# MP 18
L'MP 18 è stato un mitra tedesco della prima guerra mondiale, primo esempio funzionante ed efficiente di questo tipo di arma. Fu adottata nel 1918 dall'esercito imperiale tedesco come arma primaria delle Stoßtrupp, che la impiegarono con effetto notevole nelle massicce offensive della primavera di quell'anno; l'arma continuò a essere prodotta sino all'inizio degli anni 1920 e influenzò spiccatamente la progettazione dei mitra in tutto il mondo.

## Storia

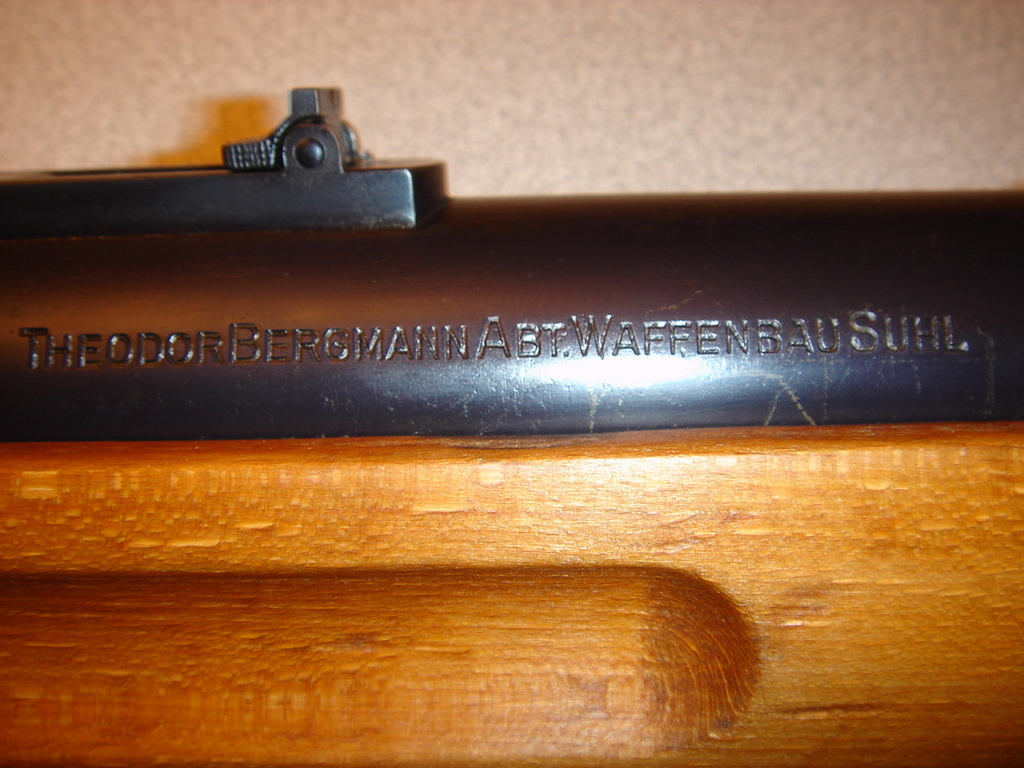
Dettaglio dei marchi di fabbrica in un MP 18

Nel 1915, l'Esercito imperiale tedesco soffriva la gravissima situazione di stallo che si era venuta a creare nel fronte occidentale: la guerra di posizione stava conducendo tutti gli eserciti ad un interminabile massacro, senza previsioni certe di vittoria per alcuno. Con le normali carabine dell'epoca era impossibile ottenere successi lanciandosi all'assalto dei nidi di mitragliatrice posti ad appena 100 metri dalle proprie linee. Gli assalti alla baionetta e il fuoco dell'artiglieria infliggevano perdite tremende su entrambi i lati del fronte, senza che alcun esercito, però, riuscisse a conseguire avanzate decisive. Per vincere la guerra ad ovest, pertanto, l'Esercito Tedesco confidava nella ricerca tecnologica su nuove generazioni di armi; che magari avrebbero potuto "fare la differenza" in battaglia.
Tra le richieste dell'Esercito Tedesco all'industria bellica nazionale, spiccava la necessità di nuove armi automatiche da fanteria, particolarmente leggere e maneggevoli, per conferire ai battaglioni d'assalto (Stoßtrupp) un maggior potere offensivo; specie nei combattimenti ravvicinati e nelle fasi finali di assalto alle trincee nemiche. Inizialmente, le industrie Luger e Mauser tentarono di realizzare alcuni tipi di pistole automatiche, capaci di un'elevatissima cadenza di fuoco (anche 1200 colpi al minuto): queste armi si rivelarono, però, scarsamente affidabili e assai poco controllabili; principalmente a causa dell'eccessiva leggerezza delle pistole, rispetto al volume di fuoco generato. A seguito di questi esperimenti fallìti, l'industria Bergmann iniziò a lavorare ad un progetto completamente diverso e molto innovativo: una specie di fucile automatico che impiegava munizioni da pistola. Negli anni 1916 e 1917, gli ingegneri Hugo Schmeisser e Theodor Bergmann, lavorando a questo progetto, giunsero incidentalmente alla creazione di una nuova categoria di armi: i mitra.
La nuova arma ideata da Schmeisser e Bergmann camerava le valide munizioni da pistola 9 mm Parabellum, con la capacità di fuoco automatico su un raggio effettivo di 200 metri, ed un comodo calcio da fucile, per favorire la precisione del tiro. L'Esercito Tedesco la adottò frettolosamente all'inizio del 1918 denominandola pistola mitragliatrice MP 18.I (Maschinenpistole 18.I) e ne pretese subito la produzione su vasta scala. Conseguentemente, l'impresa Bergmann di Suhl produsse 35.000 MP 18, la maggior parte dei quali forniti "a tempo di record" all'Esercito Tedesco durante l'ultimo anno di Guerra.

## In azione
Lo MP 18 armò molte migliaia di soldati delle Stosstruppen, le squadre di fanteria d'assalto che nel marzo 1918 spezzarono il fronte nemico durante l'offensiva "Michael". Le Stosstruppen impiegavano già il lanciafiamme e la mitragliatrice leggera MG 08/15, armi molto efficaci ma troppo pesanti (oltre 20 kg) ed ingombranti, per garantire una vera mobilità tattica al soldato. Grazie ai nuovi MP 18, invece, le truppe tedesche riuscivano dapprima ad avanzare furtivamente fra gli ostacoli sul terreno, per coprirsi ed avvicinarsi al nemico; quindi muovevano attacchi feroci, anche calandosi direttamente dentro le trincee nemiche, senza curarsi della copertura sui fianchi e sul retro, con "effetti sorpresa" devastanti per gli avversari. Un singolo soldato tedesco armato di MP 18 e granate, se molto abile nel combattimento, poteva riuscire a mettere "in scacco" diversi soldati nemici, se armati soltanto di comuni fucili a otturatore girevole-scorrevole; troppo lenti nella carica e nella ripetizione dei colpi, per poter reagire efficacemente a distanza ravvicinata. Questa nuova tattica nel campo della fanteria ottenne un'efficacia paragonabile a quella che poi sarebbe stata la futura tattica della Blitzkrieg, nella successiva seconda guerra mondiale: enfatizzava l'imboscata, l'aggressione a fuoco ravvicinato, e più in generale la "sorpresa" e la "rapidità di azione", grazie appunto alle nuove armi automatiche leggere che offrivano un notevole potenziale d'assalto; al contrario delle classiche tattiche di fanteria impiegate fino a quel momento, che erano basate su movimenti allo scoperto di grandi masse di soldati, armati con fucili a ripetizione e baionetta, che tentavano dapprima il fuoco di precisione, quindi lo scontro fisico.

## Tecnica

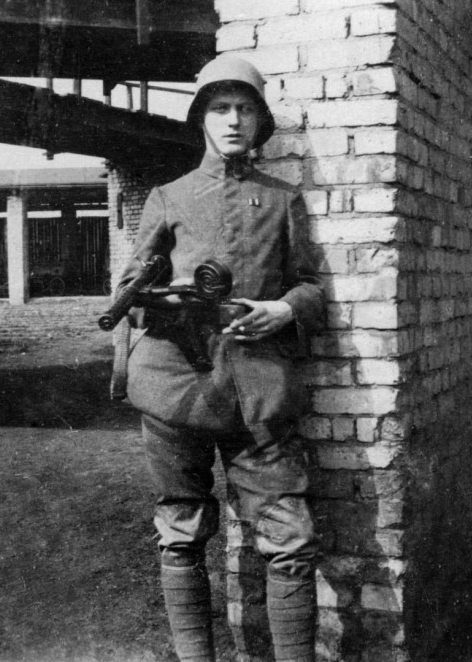
Soldato tedesco armato con MP 18, fotografato nel 1918

Sin dalla sua comparsa in battaglia, lo MP 18.I si rivelò un mitra di elevata qualità, tra l'altro evidente anche dalle finiture estetiche.
La valida munizione 9 mm Parabellum consentiva di colpire efficacemente bersagli fino a 200 metri con discreta precisione; e ciò rientrava nelle necessità delle Truppe d'Assalto, dato che la maggior parte degli scontri di fanteria si verificavano nel raggio di 350 metri, fra il tiro di precisione e lo scontro "corpo a corpo"; con gli scontri più violenti entro i 50 metri.
Il comodo e raffinato calcio in legno della MP 18 consentiva al soldato di imbracciarla come un fucile, e di prendere la mira sul bersaglio con la stessa comodità di un fucile (sebbene il raggio di azione della MP 18 fosse comunque di soli 200 metri). Inoltre, il calcio in legno e il buon bilanciamento complessivo dell'arma assorbivano piuttosto bene il rinculo, durante il fuoco automatico: ciò aumentava la controllabilità dell'arma e diminuiva la dispersione dei colpi intorno al bersaglio. La struttura dell'arma era robusta, teoricamente idonea anche per il combattimento corpo a corpo (sebbene non previsto nell'uso normale); ma con il pregio di un peso decisamente contenuto (4,18 kg).
Il principio di funzionamento era a massa battente con otturatore aperto. Se si premeva il grilletto si liberava l'otturatore, che spinto in avanti dalla molla chiudeva la culatta contro la canna, l'arresto improvviso dell'otturatore azionava il percussore che colpiva la cartuccia facendo partire il colpo, la forza dei gas faceva arretrare l'otturatore che espelleva il bossolo e comprimendo la molla, arrivava alla posizione iniziale dove riceveva dal caricatore un nuovo proiettile e ricominciava il ciclo.  Rimanendo la culatta chiusa dalla sola forza della molla la tenuta dei gas era garantita dal solo bossolo (tenuta labile) la conseguenza era la scarsa potenza della carica esplosiva impiegata che comportava una bassa velocità alla volata e quindi, una limitata gittata utile, compensata dalla saturazione del bersaglio a breve distanza e dal ridotto rinculo.
La posizione di fuoco tipica, per il soldato che usava lo MP 18, era quella del normale fucile. Il curioso caricatore a chiocciola venne infatti ideato per consentire un maggior munizionamento (32 colpi), rispetto al caricatore a scatola da 20 colpi, senza sbilanciare troppo l'arma sul lato sinistro (il bilanciamento dell'arma era considerato molto importante per garantire una buona mira). L'impiego dello MP 18 come arma da fianco per fuoco "a ventaglio", invece, fu sottovalutato; e in questa posizione l'MP 18 risultava un po' scomodo, poiché bisognava mantenere la mano sinistra comunque sotto la prevista impugnatura di legno; possibilmente evitando di impugnare direttamente il caricatore: l'innesto sul serbatoio non era stato concepito sufficientemente stabile per tale uso, e l'eventuale (o accidentale) impugnamento diretto del caricatore, durante il fuoco da fianco, poteva provocare occasionali inceppamenti dell'arma.
Il difetto principale dello MP18 consisteva nell'elevato costo di produzione industriale: era un'arma forse troppo finemente progettata, che montava molti pezzi lavorati al tornio; e che richiedeva quindi molte ore di manodopera specializzata, tra l'altro con impiego di materiali costosi. Il fatto che l'Esercito Tedesco decise di affrontare comunque le spese di produzione di massa, fa presupporre che all'epoca si aspettasse notevoli risultati dall'impiego degli MP18.

## Derivati

### MP 28 "Haenel"
L'efficacia dell'MP 18 fece tale impressione sui vincitori della prima guerra mondiale che il trattato di Versailles, fra le numerose clausole, proibì ai tedeschi l'ulteriore studio e produzione di armi da fuoco automatiche leggere. Come conseguenza, la produzione dello MP18 cessò nel 1920. Tuttavia, le industrie di armi tedesche continuarono le loro ricerche tecnologiche "in clandestinità".
Nel 1924, sotto la supervisione di Hugo Schmeisser, la produzione dell'MP 18 fu ripresa dalla Haenel, ma venne ridisegnato come MP 28 (o genericamente MP 18/28, nomenclatura che include entrambi i modelli pressoché identici) e continuò a essere chiamato familiarmente "MP 18" o "Bergmann", sebbene prodotto dalla Haenel. Le uniche differenze fra i due modelli erano la capacità dei caricatori, che venne ottimizzata, e l'aggiunta di un selettore di fuoco.

### MP 34
Nel 1933, a seguito dell'ascesa al potere del nazionalsocialismo, la produzione di armi in Germania trovò nuova enfasi, in aperta disobbedienza al trattato di Versailles. La Rheinmetall ne approfittò per presentare una versione migliorata dell'MP 28, in realtà allo studio sin dal 1929. Il nuovo mitra disponeva di un selettore di fuoco, di un aggancio per baionetta, di un bocchettone riprogettato per accogliere un più efficiente caricatore a stecca da 32. Nel 1934, dopo una serie di collaudi, la Reichswehr l'adottò come "MP 34": l'arma rimase in servizio con lo Heer fino a quando fu soppiantato dall'MP 38 e MP 40, ma continuò a essere impiegato dai vari corpi paramilitari e di polizia del regime, dalla Feldgendarmerie, oltreché dalle Waffen-SS.

## Altri utilizzatori
- Belgio:l'MP-28 fu prodotto su licenza e adottato come MI-34 (Mitraillette Modèle 1934)
- Bolivia:l'MP 18, l' MP 28 e il SIG M1920 furono usati nella guerra del chaco[3][4][5]
- Brasile:L'MP 28 fu adottato dalla polizia di San Paolo nel 1934, e era ancora in uso alla fine degli anni '70[6][7]. L'MP 18 fu utilizzato dalla polizia di Pernambuco, un MP18 con caricatore da 50 colpi fu preso in prestito dal tenente della polizia di Alagoas, João Bezerra e utilizzato nel raid de Angico dove fu ucciso Lampião[8]
- Canada:l'MP 18 fu catturato dai tedeschi e utilizzato dalla polizia provinciale dell'Alberta[9]
- Cina:Copie dell'MP 18, dell'MP 28 e del SIG M1920 in 7,63 × 25 mm Mauser furono prodotte localmente.[10][11]
- Colombia
- Estonia:L'MP18 fu utilizzato per difendere la caserma di Tallin durante la rivolta comunista del 1924[12] La polizia Estone acquistò alcune armi dalla fabbrica finlandese Lindelöf[13] Tra il 1927 e il 1930 l'arsenale di Tallinn ha prodotto 570 fucili mitragliatori basati sul SIG 1920 che utilizzavano il calibro Browning 9x20 mm.Queste armi furono adottate dall'esercito estone; e furono sostituite dai mitra Suomi nel 1930.[5]
- Finlandia:1.523 SIG M1920 calibro Luger 7,65×21 mm furono acquistati tra il 1922 e il 1940[11] Durante la Guerra d'Inverno, 171 MP-28 furono acquistati dal Belgio; ma non sono arrivati in tempo. Queste armi furono successivamente fornite durante la guerra di continuazione alle unità in Lapponia, alle truppe del fronte interno e ai corpi di rifornimento.[14] La società Leonard Lindelöf iniziò a produrre copie con licenza dell' SIG M1920 nel 1922, si stima che ne siano state prodotte 60 o 70 in totale; quelli erano di qualità inferiore e i caricatori non erano intercambiabili. La produzione subì molteplici ritardi, nel 1925 furono completati i primi mitra e piccole quantità furono vendute alla polizia, alla guardia costiera, alle organizzazioni locali della guardia civile e alla dogana. 12 furono acquisiti dalla Guardia Civile nel 1932 come pegno di un contratto fallito.[13]
- Francia: Dopo la prima guerra mondiale una piccola quantità fu confiscata ai tedeschi, erano ancora in deposito nel 1939[15]
- Federazione della Malesia
- Giappone: versione svizzera SIG M1920
- Governo provvisorio della Repubblica di Corea: fornito dal Guómín Gémìng Jūn all'esercito di liberazione coreano ed impiegato durante la seconda guerra sino-giapponese
- Impero ottomano
- Indonesia
- Irlanda:9 erano in inventario nel 1940[16]
- Italia:Alcuni mitra dell'arsenale di Tallinn furono catturati dal Corpo Truppe Volontarie durante la guerra civile spagnola[5]
- Lettonia:6 Bergmann MP-18 erano nelle scorte dell'esercito lettone nell'aprile 1936[17]
- Malaysia
- Paesi Bassi:L'MP28 furono usati dall'esercito coloniale olandese[18]
- Paraguay:Alcuni MP 28 furono acquistati prima della guerra del Chaco, furono anche catturati dalle forze boliviane.[3][4] Alcuni SIG M1920 furono catturati dalla Bolivia.[5]
- Polonia
- Portogallo:L'MP28 in 7,65 mm era utilizzato dall'esercito e dalla polizia di sicurezza pubblica dal 1929 ed era prodotto nella Fábrica Militar de Braço de Prata.[19]
- Romania: Un piccolo numero di fucili mitragliatori MP18 e MP28/II furono usati dalle unità di polizia negli anni tra le due guerre.[20] Un gran numero di MP 28/II fu impiegato dalle Guardie di Ferro e dai Sicherheitsdienst.[21]
- Unione Sovietica: esemplari di preda bellica catturati durante la seconda guerra mondiale
- Spagna:l'MP28 è stato prodotto localmente su licenza[15] I repubblicani usarono i mitra Estoni dell'arsenale di Tallin[5]
- Svezia
- Svizzera:25 SIG M1920 in calibro 7,65 mm furono provati dall'esercito, ma non furono adottati. La polizia di Zurigo adottò il SIG M1920 in 9mm Parabellum[5]
- Thailandia:Il SIG M1920 è stato adottato dalla polizia. È stato utilizzato anche per le esecuzioni fino agli anni '80, quando è stato sostituito dall'MP5SD.[5]
- Turchia
- Yemen